# Lindernia celebica
Lindernia celebica é uma espécie botânica do gênero Lindernia pertencente à família Linderniaceae.